# Hikman Béla
Hikman Béla (Szabás, 1887. március 24. – Marcali, 1958. május 29.) műlakatos, díszműkovács.

## Származása, szülei
A Somogy vármegyei Szabáson született Hikman Károly (1832–1891) és Farkas Katalin (1853–1944) gyermekeként. Szülei és nagyszülei közül hárman is Marcaliból származnak, ott is éltek, de apai nagyapjának, id. Hikman Károlynak (1799–1833) a születési helye ismeretlen.
Apja, Hikman Károly 1849-ben – 17 évesen – honvédnek állt.  Özvegyként másodszor nősülve, 1878-ban Nagyatádon Farkas Katalint vette feleségül. Ezt követően gyermekei születésekor Hikman Károly kocsmabérlő volt több Nagyatád környéki községben, utoljára az akkoriban híres, közismert Kóczi csárdában, ahol 1891. március 12-én rablógyilkosság áldozata lett. Öt gyermeke maradt árván. Az özvegyet rokonok segítették a gyermekek felnevelésében, sikerrel.

## Tanulmányai, pályafutása
Bélát 12 éves korában lakatos tanoncnak adták Marcaliba. Négy év múlva felszabadult. Ezután mint segéd maga kereste a kenyerét. Az ország több városában vállalt munkákat, míg 1903-ban Budapestre került, ahol 18 évig dolgozott. Ez idő alatt tovább képezte magát esti tanfolyamokon, a felső ipariskolában elvégezte az összes szakmába vágó tanfolyamot (gép- és szakrajz, műlakatos, fegyverműves, hegesztő stb.). „Ezen idő alatt szakmai tudásom annyira el lett ismerve, hogy három ízben aranyéremmel tüntettek ki” – írja önéletrajzában. Az első világháború alatt besorozták, de katonai szolgálatot nem teljesített, mert a fegyvergyárba vezényelték szakmunkára. 1915-ben megnősült, de hamarosan el is vált. 
A proletárdiktatúra alatt Budapest IX. kerületi munkástanácsának volt a tagja, ami miatt később rendőrségi vizsgálat indult ellene. Mivel a szocialista ideológiából hamar kiábrándult, szabotálta a rábízott egyházellenes feladatot. Ezt a vizsgálat során keletkezett tanúvallomások bizonyították, így az eljárást végül 1920 tavaszán megszüntették.
1921-ben Marcaliban feleségül vette az özvegy Simon Annát. 1922-ben oda is költözött, és attól kezdve önálló lakatosmesterként dolgozott egészen 1949 végéig. 1923 augusztusában cégét „Hikman Béla marcali lakos, lakatos, mechanikus és puskaműves” néven jegyezték be.

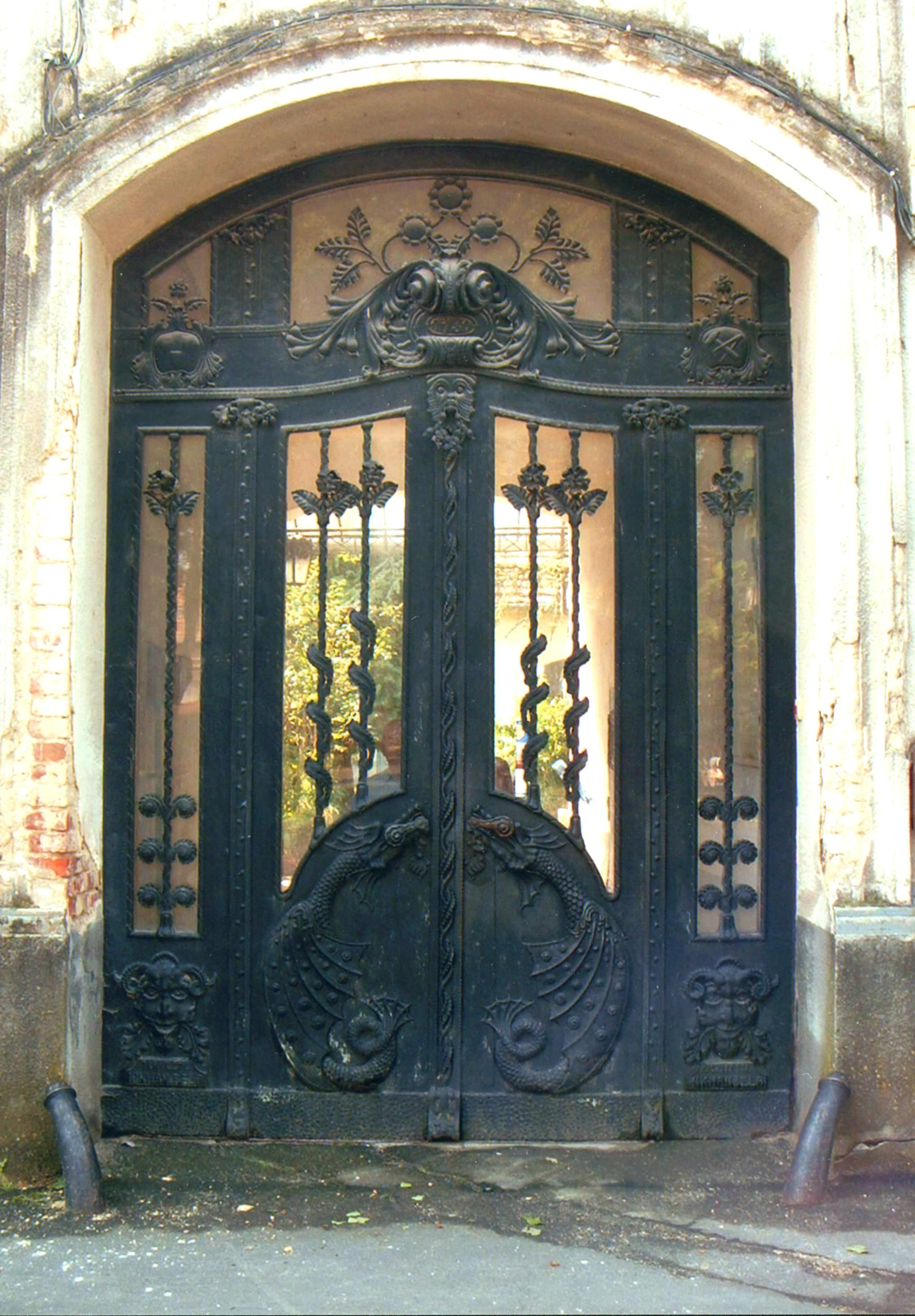
Hikman Béla marcali lakóházának kovácsoltvas kapuja, tervezte és készítette Hikman Béla 1931-ben

1927. augusztus 9-én örökbe fogadta Simon Anna lányát, aki ettől kezdve a Hikman Ilona nevet viselte.
1925-ben választották meg a Marcali Járási Ipartestület elnökének, s e tisztséget egészen 1940-ig ő viselte. Ugyanebben az évben a község villanyhálózatának létesítésére megalakult a Marcali Villamossági Rt., aminek igazgatósági tagja lett. 1928-ban a Somogy-megyei Iparkamara tagjává választották. 1929-től a Pécsi Kereskedelmi és Iparkamara Iparos Osztályának a beltagja volt. 
1931-ben Marcali község polgárai bíróvá választották. 1935-ben két iparostársát kommunistasággal vádolták meg. Mint községi bíró, a csendőrség letartóztatásából kimentette őket, és felelősséget vállalt értük. Ezen cselekedetéért tisztségéből felfüggesztették, és fegyelmit indítottak ellene.

## Munkái, elismerései

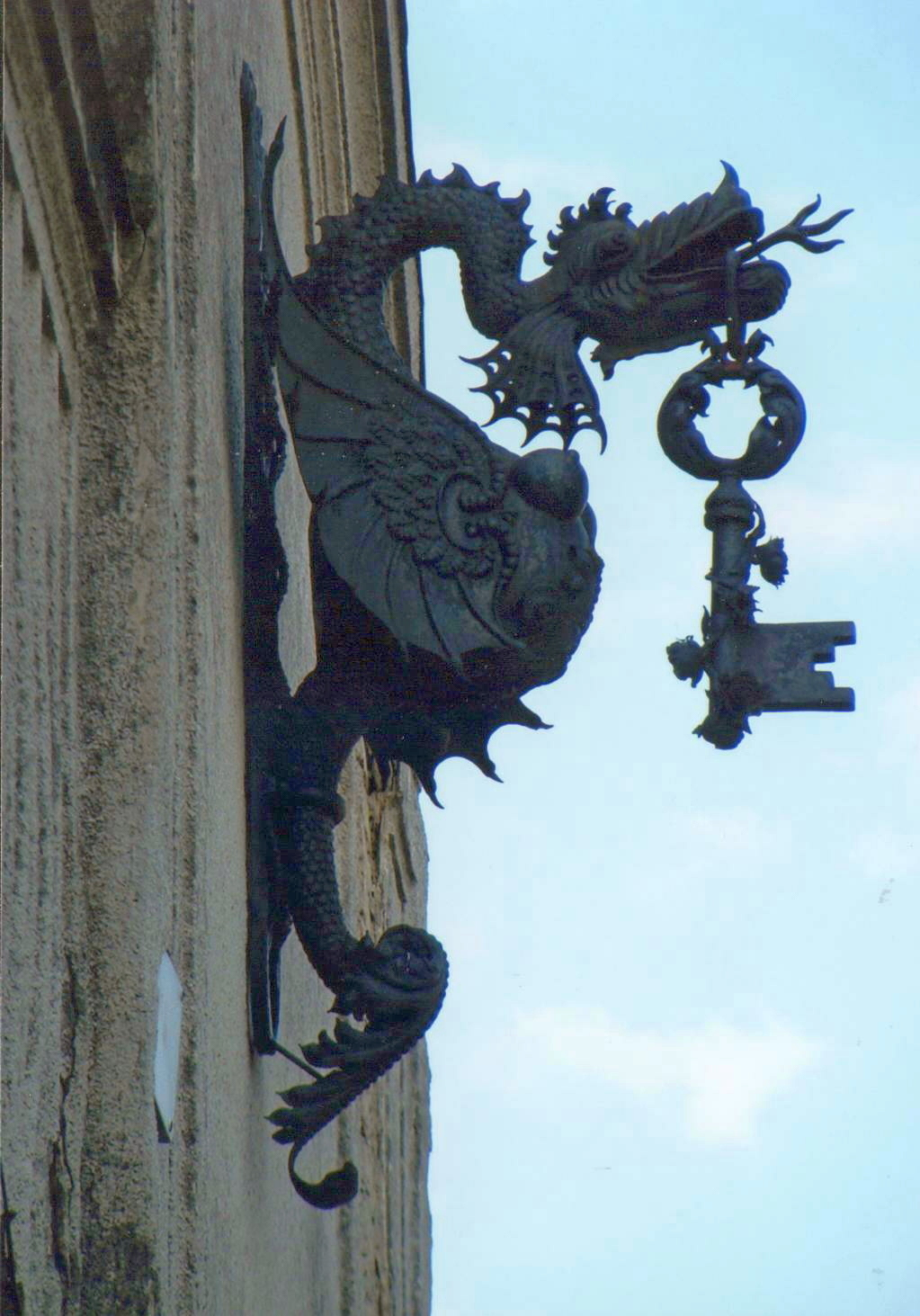
Hikman Béla műlakatos sárkányos cégére

A család Erzsébet (ma: Petőfi) utcai lakóháza 1932-ben nyerte el végleges formáját. Lakóházának kovácsoltvas kapuját, sárkányos cégérét saját tervei alapján készítette el. Rajtuk kívül számos dísztárgy tanúsítja, hogy a mesterségét magas fokon művelte. Két alkalommal részt vett országos kiállításon (Székesfehérvár 1927, Kaposvár 1929). Mindkét alkalommal aranyéremmel tüntették ki. A székesfehérvári kiállításról szóló híradás külön megemlékezik róla: „Hikman Béla műlakatos (Marcali, Somogy m.) saját tervei szerint meglepő műizléssel és csodás technikai ügyességgel kidolgozott iparművészeti bronztárgyakat, reliefeket, kazettákat, tükröket, állványokat mutat be a kiállításon. Hikman mester kiállítása szakmájának teljes díszére válik. A kiállítást megnyitó bizottság, őfenségével az élén, a kiállítót kitüntető dicséretben részesítette.” Munkái vörösréz óraszekrények, művészi kivitelű ékszerdobozok, képkeretek, kandeláberek s egyéb műkovács cikkek  voltak, amelyeket József főherceg is elismeréssel tekintett meg.
Lakóházán kívül a marcali Városházán, a Noszlopy iskola és a Járásbíróság épületein máig megtalálhatók a munkái. 1938-ban ajándékként készítette el a római katolikus plébániatemplom domborműves, ezüstözött tabernákulum ajtaját. Balatonmáriafürdőn Bauhaus stílusú nyaralót épített.
Mint ipartestületi vezető a tanoncképzésben is jelentős szerepet vállalat. Számos tanítványa lett a mű- és géplakatos szakma elismert, sikeres művelője nemcsak Magyarországon, hanem külföldön is.

## 1948 utáni sorsa, halála
A háború utáni szocialista korszak a tehetséges, törekvő és tekintélyes mester szép ívű pályáját derékba törte: kuláknak nyilvánították, házát és nyaralóját államosították, iparengedélyét bevonták, tevékenységét nem folytathatta tovább. A kitelepítéstől csak az mentette meg, hogy együtt lakott tanító vejével a háromgenerációs családban. 1956-ban súlyosan megbetegedett, s nem is gyógyult fel. 1958. május 29-én halt meg Marcaliban. Síremléke Marcaliban, a központi temetőben áll.

## Emlékezete
Hikman Béla példamutató munkája és az alkotó művészetek iránti szeretete unokáira is hatott: legidősebbjük, Szabó Béla festőművész lett. Alkotásaikból a Marcali Múzeum a 2010-es években több helyszínen rendezett sikeres közös kiállítást.
2021. október 1-jén Hikman Béláról nevezték el Marcali szakképző iskoláját.